# Pierre Hadot
Pour les articles homonymes, voir Hadot.
Pierre Hadot (né à Paris le 21 février 1922 et mort à Orsay le 25 avril 2010,,,) est un philosophe, historien et philologue français, spécialiste de l'Antiquité, de la période hellénistique et en particulier du néoplatonisme et de Plotin. Pierre Hadot est l’auteur d'une œuvre développée notamment autour de la notion d'exercice spirituel et de la philosophie comme manière de vivre.

## Biographie

### Formation et carrière
Pierre Hadot passe son enfance à Reims. Sa mère, catholique pratiquante, souhaite que ses trois fils deviennent prêtres. Il fait ses études primaires à l’école des Frères des écoles chrétiennes (rue de Contrai) puis entre en 1937 au Grand Séminaire de Reims. En 1939, il passe le baccalauréat de philosophie, sa dissertation ayant pour sujet le commentaire de cette phrase de Bergson : « La philosophie n’est pas une construction de système, mais la résolution une fois prise de regarder naïvement en soi et autour de soi. ». 
Il est ordonné prêtre à l'automne 1944 à Reims, à l'âge de 22 ans, et enseigne la philosophie entre 1944 et 1945 au Grand Séminaire de Reims et dans un pensionnat de jeunes filles tout en poursuivant une licence de philosophie à Paris.
En 1950, Pierre Hadot est déçu d'abord par l'encyclique Humani generis du 12 août 1950 et par la proclamation du dogme de l’Assomption, le 1er novembre 1950. S'ajoute à cela un problème sentimental : il quitte le sacerdoce en 1952, avant d'épouser en 1953 sa première femme, dont il divorcera 11 ans après,.
De 1949 à 1964, il est élève de l'École pratique des hautes études. Il est d'abord stagiaire, puis attaché et enfin chargé de recherches au CNRS,. Il rencontre aussi à cette période l'historien Jean-Pierre Vernant et l'anthropologue Louis Dumont. Il obtient son diplôme de l'École pratique des hautes études en 1960.
Il est ensuite, de 1964 à 1985, directeur d'études à l'École pratique des hautes études, Ve section (Direction d'études : d'abord « Patristique latine », puis « Théologie et Mystiques de l'époque hellénistique et romaine ».
En 1966, il épouse à Berlin Ilsetraut Marten, devenue Ilsetraut Hadot, érudite allemande, philologue classique et historienne de la philosophie.
En 1968, il soutient sa thèse de doctorat d’État à la Sorbonne, intitulée « Porphyre et Victorinus », accompagnée d’une thèse complémentaire publiée en 1972.
En 1982, il est élu professeur au Collège de France, sur une initiative de Michel Foucault. Il est titulaire de la chaire Histoire de la pensée hellénistique et romaine et y enseigne jusqu'en 1990. Il devient professeur honoraire au Collège de France en 1991.

### Distinctions
- 1969 : Prix Saintour décerné par l'Académie des inscriptions et belles-lettres pour sa thèse de doctorat Porphyre et Victorinus[3].
- 1969 : Prix Desrousseaux décerné par l'Association pour l'encouragement des études grecques, pour sa thèse Porphyre et Victorinus[3].
- 1972 : Membre correspondant de l'Académie des sciences et des lettres de Mayence[3].
- Depuis 1979 : Membre des Commissions de philologie et de philosophie de cette académie[3].
- 1979 : Médaille d'argent du Centre national de la recherche scientifique[3].
- 1985 : Docteur honoris causa de l'université de Neuchâtel[3].
- 1990 : Prix Dagnan-Bouveret de l'Académie des sciences morales et politiques pour son ouvrage Exercices spirituels et philosophie antique[3].
- 1992 : Prix de la fondation Le Métais-Larivière de l'Académie française pour sa traduction des traités 38 et 50 de Plotin[3].
- 1999 : Grand prix de philosophie de l'Académie française pour l'ensemble de son œuvre[9].
- 2000 : Membre correspondant de l'Académie bavaroise des sciences de Munich[3].
- 2002 : Docteur honoris causa de l'Université Laval (Canada)[10].

Dès son entrée à l'École pratique des hautes études, P. Hadot avait signé[citation nécessaire] une renonciation volontaire aux diverses distinctions honorifiques attribuées par l'État français, telles que la Légion d'honneur, etc.

## Sa philosophie
Spécialiste de Plotin et du stoïcisme, en particulier de Marc Aurèle, ainsi que du néoplatonisme oriental et latin, il est un de ceux qui ont insisté sur le fait que la philosophie antique était d'abord une manière de vivre, un exercice spirituel : en somme une pratique et pas une théorie, un pur champ universitaire comme elle l'est de nos jours. Il est également l'un des premiers à avoir introduit la pensée de Wittgenstein en France. Il est influencé par Louis Lavelle.
Il explique le problème récurrent de l'exégèse antique (à savoir les contradictions, les anomalies et les analogies dans les écrits des auteurs) en renouvelant la vision que nous avions de l'univers spirituel où évoluaient les hommes de l'Antiquité et celle de leur pratique, particulière, mais adaptée à leur quotidien, de la philosophie. Selon lui, les philosophes de l'Antiquité ne cherchaient pas un système de compréhension du monde, pas tant à informer leurs disciples, ni à développer des discours spéculatifs, conceptuels sans autres soucis, comme cela a pu être le cas dans la philosophie moderne. Car, pour Pierre Hadot, la philosophie antique était avant tout une pratique de l'existence, un exercice spirituel et une manière de vivre et de mourir. Ainsi, la transmission, qui se fit par l'oral davantage que par l'écrit, s'appuie sur les réponses aux problématiques spécifiques des disciples dans un contexte particulier plus que sur le développement d'une thèse. Elle vise la mise en œuvre plus que la théorie (sans jamais éliminer celle-ci, puisqu'il ne peut y avoir de pratique sans discours philosophique). Rendre cette pratique de l'existence spirituelle et transformatrice  est ce qui explique les nombreuses contradictions qu'on peut trouver dans les écrits de l'Antiquité car ils répondent à des demandes et à des besoins particuliers, concrets et souvent pratiques.
Directeur à l'École pratique des hautes études de 1964 à 1986 et professeur au Collège de France depuis 1982, son influence est croissante dans la pensée contemporaine. Et parmi les penseurs qui lui sont redevables, on peut citer notamment Michel Foucault (influencé par son livre sur les exercices spirituels, qu'il a présenté au Collège de France, Michel Foucault développe dans les deux derniers volumes de son Histoire de la sexualité, surtout Le souci de soi, et dans l'Herméneutique du sujet, des thèmes proches de ceux de Pierre Hadot, même si celui-ci s'est expliqué plusieurs fois quant aux convergences et divergences avec lui), André Comte-Sponville (notamment dans son Esprit de l'athéisme - Introduction à une spiritualité sans Dieu), Michel Onfray (grand admirateur de l'œuvre de Hadot, on pourra notamment en voir la mention dans le premier tome de sa Contre Histoire de la philosophie : les sagesses antiques), Rémi Brague (La Sagesse du Monde), Luc Ferry (Qu'est ce qu'une vie réussie ?), Jacqueline Russ[réf. nécessaire].
Wayne J. Hankey, professeur à l'Université Dallhousie de Halifax, fait une tentative pour restituer les enjeux des recherches sur le néoplatonisme en France dans « Cent ans de néoplatonisme en France ». Ce texte situe Pierre Hadot au sein des néoplatoniciens français, dans lesquels il rassemble des figures comme Émile Bréhier, André-Jean Festugière, Paul Henry, Jean Trouillard, Joseph Combès, Jean Pépin, Stanislas Breton, Maurice de Gandillac, Philippe Hoffmann.

## Approches critiques
Parallèlement à l'établissement des textes et à leur édition (notamment la nouvelle édition en cours des Ennéades de Plotin, ou du texte du Manuel d'Épictète au travers de l'œuvre d'Arrien), cet ensemble de travaux conduisent à renouveler le débat sur le cursus éducatif des élites (les arts libéraux), comme le fait justement Ilsetraut Hadot, ou à renouveler l'interrogation sur la manière dont les philosophes de la dernière Antiquité ont pu s'opposer au christianisme. On se demandera, par exemple, pourquoi la réflexion néoplatonicienne ne produira pas de philosophie politique à la hauteur d'un Platon ou d'un Aristote.

## Œuvres

### Œuvres majeures sur la philosophie antique
Dans l'introduction du livre de Pierre Hadot La Philosophie comme manière de vivre. Entretiens avec Jeannie Carlier et Arnold I. Davidson (2001), Jeannie Carlier mentionne les « trois grands livres d’érudition sur la philosophie antique » :
- Exercices spirituels et philosophie antique, Paris, Études augustiniennes, 1981
- La Citadelle intérieure, Paris, Fayard, 1992
- Qu’est-ce que la philosophie antique ?, Gallimard, 1995

### Éditions et traductions d'auteurs antiques
- Marius Victorinus, Traités théologiques sur la Trinité (2 tomes) ; Texte établi par Paul Henry. Introduction, traduction, notes et commentaires par Pierre Hadot, Les éditions du Cerf, 1960. (collection « Sources chrétiennes »).  (ISBN 2-204-03880-6)
- Ambroise de Milan, Apologie de David ; intr., texte latin, notes et index par Pierre Hadot, traduction par Marius Cordier, Paris, Les éditions du Cerf, 1977. (Sources chrétiennes 239).  (ISBN 2-204-01165-7).
- Plotin, Traité 38 – VI, 7 « Comment la multiplicité des idées s'est établie et sur le Bien » ; Introduction, traduction et notes par Pierre Hadot, Les éditions du Cerf, 1987. (collection « Les Écrits de Plotin »).  (ISBN 2-204-02781-2)
- Plotin, Traité 50 – III, 5 « L’amour - Éros - est-il un dieu ou un démon ou un état de l’âme ? » ; Introduction, traduction et notes par Pierre Hadot, Les éditions du Cerf, 1990. (collection « Les Écrits de Plotin »).  (ISBN 2-204-04135-1)
- Plotin, Traité 9 – VI, 9 « C'est par l'un que tous les êtres sont êtres » ; Introduction, traduction et notes par Pierre Hadot, Les éditions du Cerf, 1994. (collection « Les Écrits de Plotin »).  (ISBN 2-204-05013-X)
- Marc Aurèle, Écrits pour lui-même. Tome 1, Introduction générale. Livre I ; éd. et tr. Pierre Hadot, avec la collab. de Concetta Luna. Paris, Les Belles Lettres, 1998. (Collection des Universités de France).  (ISBN 2-251-00472-6).
- Simplicius, Commentaire sur les Catégories d'Aristote. Chapitres 2-4 ; trad. P. Hoffmann, avec la collab. de Ilsetraut Hadot et Pierre Hadot, commentaire par Concetta Luna. Paris, Les Belles Lettres, 2001. (Anagogè ; 2).  (ISBN 2-251-1-8001-X).

### Essais, études critiques, commentaires
- Plotin ou la simplicité du regard (1963), 4e éd. Paris, Gallimard, 1997. (Folio essais ; 302).  (ISBN 2-07-032965-8).
- Porphyre et Victorinus. Paris, Institut d'études augustiniennes, 1968. (Collection des études augustiniennes. Série antiquité ; 32-33).
- Marius Victorinus : recherches sur sa vie et ses œuvres. Paris, Institut d'études augustiniennes, 1971. (Collection des études augustiniennes. Série antiquité ; 44).
- Pierre Hadot, « Exercices spirituels », École pratique des hautes études, Section des sciences religieuses. Annuaire, t. 84,‎ 1974, p. 25-70 (lire en ligne)
- Exercices spirituels et philosophie antique. Paris, Études augustiniennes, 1981. (Collection des études augustiniennes. Série antiquité ; 88).  (ISBN 2-85121-039-4) ; nouvelle éd. Paris, Albin Michel, 2002. (Bibliothèque de l'évolution de l'humanité).  (ISBN 2-226-13485-9).
- « Physique et poésie dans le Timée de Platon », Revue de Théologie et de Philosophie, vol. 115, troisième série, no 2,‎ 1983, p. 113-133 (lire en ligne)
- La Citadelle intérieure. Introduction aux Pensées de Marc Aurèle. Paris, Fayard, 1992.  (ISBN 2-213-02984-9).
- (fr) Qu'est-ce que la philosophie antique ?, Paris, Gallimard, coll. « Folio essais », 1995, 280 p. (ISBN 2-07-032760-4).
- Études de philosophie ancienne. Paris, Les Belles Lettres, 1998. (L'âne d'or ; 8).  (ISBN 2-251-42007-X). (recueil d'articles)
- Éloge de la philosophie antique, Paris, Éditions Allia, 1998, 72 p. (ISBN 9782911188633).
- Plotin. Porphyre. Études néoplatoniciennes. Paris, Les Belles Lettres, 1999. (L'âne d'or ; 10).  (ISBN 2-251-42010-X). (recueil d'articles)
- Éloge de Socrate, Paris, Allia, 1999.
- La Philosophie comme manière de vivre. Entretiens avec Jeannie Carlier et Arnold I. Davidson. Paris, Albin Michel, 2001. (Itinéraires du savoir).  (ISBN 2-226-12261-3).
- Pierre Hadot, Sandra Laugier et Arnold Davidson (en), « Qu'est-ce que l'éthique ? », Cités, no 5,‎ 2001, p. 129-138 (lire en ligne, consulté le 11 janvier 2018).
- Le Voile d'Isis. Essai sur l'histoire de l'idée de nature. Paris, Gallimard, 2004. (NRF essais).  (ISBN 2-07-073088-3).
- Wittgenstein et les limites du langage. Paris, J. Vrin, 2004. (Bibliothèque d'histoire de la philosophie).  (ISBN 2-7116-1704-1).
- Apprendre à philosopher dans l'antiquité. L'enseignement du Manuel d'Epictète et son commentaire néoplatonicien (avec Ilsetraut Hadot). Paris, LGF, 2004. (Le livre de poche ; 603).  (ISBN 2-253-10935-5).
- N'oublie pas de vivre. Goethe et la tradition des exercices spirituels, Albin Michel, 2008. (Bibliothèque Idées).  (ISBN 978-2-226-17905-0).
- Pierre Hadot, Xavier Pavie (dir.), Discours et mode de vie philosophique (recueil d'articles), Paris, Les Belles Lettres, 2014  (ISBN 2-251-20041-X).
- La philosophie comme éducation des adultes. Paris, J. Vrin, 2019. (Philosophie du Présent).  (ISBN 2-7116-2869-8).

## Préfaces
- Richard Goulet, Dictionnaire des philosophes antiques, tome 1 : Abam(m)on à Axiothea, préface de Pierre Hadot, CNRS Éditions, 1989  (ISBN 2-271-05193-2).
- André-Jean Voelke, La philosophie comme thérapie de l'âme. Études de philosophie hellénistique, préface de Pierre Hadot, Éditions Universitaires de Fribourg & Éditions du Cerf, coll. « Pensée antique et médiévale », 1993  (ISBN 2-8271-0632-9).
- Dōgen & Yoko Orimo, Le Shôbôgenzô de maître Dôgen. La Vraie Loi, Trésor de l’Œil, préface de Pierre Hadot, Éditions Sully, 2003 (Nouvelle édition revue et augmentée, 2014)
- Théodore Colardeau, Étude sur Epictète, préface de Pierre Hadot, Encre marine, 2004  (ISBN 9782909422855).
- Ernst Bertram, Nietzsche. Essai de mythologie. tr. fr. Robert Pitrou, préface de Pierre Hadot, Éditions du Félin, coll. « Les marches du temps », 2007  (ISBN 978-2-86645-632-0).